# Hildeberto Pereira
Hildeberto José Morgado Pereira (Lissabon, 2 maart 1996) is een Portugees voetballer die bij voorkeur als rechtsback speelt.

## Clubcarrière
Pereira speelde in de jeugd bij Ponte Frielas, Odivelas, Loures en SL Benfica. Tijdens het seizoen 2014/15 debuteerde hij voor Benfica B. Het seizoen erop maakte de rechtsachter een doelpunt in 34 competitieduels in de Segunda Liga. In 2016 besloot Benfica om hem één seizoen te verhuren aan het Engelse Nottingham Forest. Op 6 augustus 2016 debuteerde hij in de Championship tegen Burton Albion.

## Clubstatistieken
| Seizoen | Club                  | Land     | Competitie    | Wed. | Doelp. |
| ------- | --------------------- | -------- | ------------- | ---- | ------ |
| 2014/15 | SL Benfica B          | Portugal | Segunda Liga  | 3    | 2      |
| 2015/16 | SL Benfica B          | Portugal | Segunda Liga  | 34   | 1      |
| 2016/17 | → Nottingham Forest   | Engeland | Championship  | 22   | 2      |
| 2017/18 | Legia Warschau        | Polen    | Ekstraklasa   | 3    | 0      |
| 2017/18 | → Northampton Town FC | Engeland | League One    | 12   | 0      |
| 2018/19 | Vitória FC            | Portugal | Primeira Liga | 9    | 3      |
| Totaal  | Totaal                | Totaal   | Totaal        | 83   | 8      |

## Interlandcarrière
Pereira kwam reeds uit voor diverse Portugese nationale jeugdelftallen. In 2016 debuteerde hij in Portugal –20.